# A列车系列
A列车系列（日語：A列車で行こうシリーズ）是日本電腦遊戲商Artdink开发的建造铁路及城市的模拟经营游戏。

## 发展历程[1]

### 1980年代至1990年代
1986年作为PC用游戏发售。最初的设想是制作一款与铁路有关的益智游戏，但从1990年发售的第三部作品开始转型为城市建造遊戲。
第三部作品A列车III（A列車で行こうIII）引起了强烈反响，不仅是在日本，在德国和美国也获得了众多游戏奖项，因而决定了本系列的制作方向。
1992年英文版发售，1995年进一步发售了用于超级任天堂的A列车3超级版（A列車で行こう3 スーパーバージョン）。
1994年发售的A列车4 EVOLUTION（A列車で行こう EVOLUTION）（PlayStation）加入了“车窗模式”，可以近距离眺望3D制作的城市。之后发售了经过细微修改的A列车4 EVOLUTION Global（A列車で行こう EVOLUTION グローバル）。第二年，在发售了PC版“5”后，PlayStation版“5”也相继发售。

### 2000年代
从“6”开始，游戏运行平台变为PlayStation 2，进化为近乎极限地使用PlayStation 2运算能力的铁路经营、城市发展模拟游戏。最引人注目的就是其游戏画面。通常画面进化为全3D显示，光影会根据太阳的位置而产生变化。
与此同时，新款游戏还使用了名为Emotional City System的城市发展系统。借助此系统，列车的运行状况、建筑材料的状况都会影响附近车站及周边的产业发展。此系统的特征是，即使轨道配置，使用车辆，运行状况完全相同，也绝对不可能发展出一模一样的城市。
“6”以后，随着搭载i-mode的手机的普及，发售了A列车i（A列車で行こう i）。
2001年，发售了PC移植、改良版A列车21世纪（A列車で行こう The 21st Century）。
2005年2月26日，发售了PC游戏A列车7（A列車で行こう 7）。“7”采取了从“6”到“21C”完全不同的发展方向，重新使用了“4”的游戏系统。之后的“8”“DS”“9”也主要是使用“4”的经营类模拟系统和3D视角。

### A列车系列设想
A列车2001（A列車で行こう 2001）发售前的2000年12月13日发表了“A列车系列设想”（A列車シリーズ構想），希望从A列车2003（暂定）（A列車で行こう2003〜（仮））开始在超高速宽带网络上建造假想世界，玩家可以互相共享地图，并导入“经济”的概念，实现玩家间互相买卖土地和车辆，并可以进行竞争和投资，以此转变为完全的网络游戏。
但是，由于各种各样的原因，本计划被无限期冻结，之后终止，继续发行单人游戏。
虽然在“HX”中实现了在网络上贩卖车辆等，在一定范围内使用网络环境的系统（已于2013年1月终止下载贩卖服务），但2014年现在，完全转变为网络游戏的“A列车系列设想”（A列車シリーズ構想）也未能有定论。

## 系列作品

### A列车
系列首部作品A列车（A列車で行こう）于1985年12月发售，支持FM-7、PC-8800、PC-9800、X1Turbo等平台。复刻版于2000年4月发售，支持Windows 95和Windows 98。
游戏设定在19世纪后半期，玩家收到总统的命令，被任命为铁路公司总裁，需要在一年时间内建设从总统官邸前到西海岸别墅的铁路，预算为10万美元。

### A列车II
A列车II（A列車で行こうII）于1988年7月发售，支持PC-9800和X68000。
游戏设定为作为铁路公司总裁的玩家，某一天收到政府的命令，将10位重要任务安全地送到目的地。玩家需要铺设铁轨，设置时刻表，建造车站，发展城市。最后载着重要人物，前往未开发的地区。

### A列车III
A列车III（A列車で行こうIII）于1990年12月发售，支持PC-9800、FM-TOWNS、X68000和PC Engine。另于2000年3月发售了支持Windows 95和Windows 98的版本。
A列车III与前两作含有较强的益智游戏元素不同，这一部作品加入了“经营铁路公司，进行城市发展”（鉄道会社を経営し、都市を開発する）的新元素，根据玩家的经营手段，城市的发展也会不同。

### A列车IV
A列车IV（A列車で行こうIV）于1993年11月发售，支持Windows 3.1、PC-9800和FM-TOWNS。
2000年3月发售了支持Windows 95和Windows 98的版本。
1994年12月和1995年11月又分别发售了支持PlayStation的“A列车IV Evolution”（A列車で行こうIV エヴォリューション）和“A列车IV Evolution Global”（A列車で行こうIV エヴォリューション グローバル）。
A列车4是一款全面推出了被成为模拟游戏乐趣所在的“自由感”的铁路经营模拟游戏。和第三作一样，玩家将作为铁路公司的总裁，利用铁路推进城市的发展。

### A列车5
A列车5（A列車で行こう5）于1996年12月发售，支持Windows 95。
1997年12月发布了A列车5完全版（A列車で行こう5 完全版エターナル），支持Windows 95，定价8800日元（不含税）。
另于1997年12月发布了支持PlayStation的版本。
本作的特点是除了列车之外，首次加入了公车和货车，新增2种地图和12种原创车辆，还附带了新手指导影片。
另外还有充满真实感的细节描画；可以在无任何限制的情况下自由创建城市的自由建造模式（フリービルドモード）。

### A列車9
本次加入了公車配置.道路和電力系統.軌道也不用逐格鋪設．

### A列車Exp
發售日期2017年12月21日 PS4《A 列車 Exp.》將有 220 種以上的列車登場 還有對應體感操作以及 PS VR 的遊戲模式
　　ARTDINK 日前公開 PS4 專用都市開發鐵路模擬遊戲《A 列車 Exp.（A 列車で行こう Exp.）》詳細情報。 
　　本作是以 PC 專用遊戲《A 列車 9》為基礎，並追加全日本新幹線的作品。遊戲模式除了有讓玩家進行都市開發的主要模式外，還有搭載使用 DUALSHOCK 4 控制器內附的動態感應器，讓玩家在都市上空飛行的模式，以及使用 PlayStation VR 以三百六十度立體視角來觀賞鐵路模型世界等等不同模式。 
　　在遊戲內收錄的新幹線，包含 2017 年 3 月開業的北海道新幹線 H5 系電車，以及整備線路用的 922 系黃色醫生（ドクターイエロー）等等，可以說是非常多樣化。包含通常鐵路車輛在內，收錄車種高達 220 種。除了電車以外，還可以使用巴士或是貨車來建立物流通路。都市開發也可以透過「地圖建設模式（マップコンストラクションモード）」等功能來編輯地形。

### A列車Exp+
A列車Exp+是一款都市開發鐵道模擬遊戲。這款遊戲由ARTDINK公司開發，玩家需要鋪設線路、運營電車、發展城市。遊戲中有多種版本，包括A列車Exp.+ DX、A列車で行こうExp.+ コンプリート等

### A列車 開始吧觀光開發計劃
《A列車：開始吧 觀光開發計畫》是2021年3月在Nintendo Switch上發行的續作，玩家需要扮演鐵路公司的社長，動手鋪設鐵路、開通列車。
除了「營運鐵路」外，玩家還需透過辦設子公司、買賣股票等來「經營公司」，並進行「都市開發」，將城市發展成繁華的巨大都市。
不只有鐵道營運，更加入了「觀光」的元素，玩家需要打造出一座人聲鼎沸的觀光都市。
此外，玩家不僅能向銀行融資及買賣股票來體驗真實的公司經營，還可以客製專屬列車。遊戲分為劇情模式可以逐步依照劇情要素完成通關，也有建設模式可以自訂打造出最喜愛的城市樣貌。